# Longuesse
Longuesse est une commune française située dans le département du Val-d'Oise, en région Île-de-France.
Ses habitants sont appelés les Longuessoises et Longuessois.

## Géographie

### Description
Longuesse est un village périurbain du Vexin français dans le Val-d'Oise, situé dans la vallée de l'Aubette de Meulan, à 13 km à l'ouest de Pontoise, à  35 km au nord-ouest de Paris, à 7 km au nord de Meulan-en-Yvelines et à 26 km de Gisors. L'ancienne RN 14 (actuelle RD 14) limite au nord  le territoire communal.
La commune se trouve dans le périmètre du parc naturel régional du Vexin français.
Le sentier de grande randonnée GR1 traverse la commune. Il se prolonge vers Vigny au nord et Sagy au sud.

### Communes limitrophes
La commune est limitrophe de Vigny, Ableiges, Sagy, Condécourt, Seraincourt et Théméricourt dans le Val-d'Oise ; Gaillon-sur-Montcient dans le département voisin des Yvelines.
| Théméricourt                     | Vigny      | Ableiges |
| Seraincourt                      | Longuesse  | Sagy     |
| Gaillon-sur-Montcient (Yvelines) | Condécourt |          |

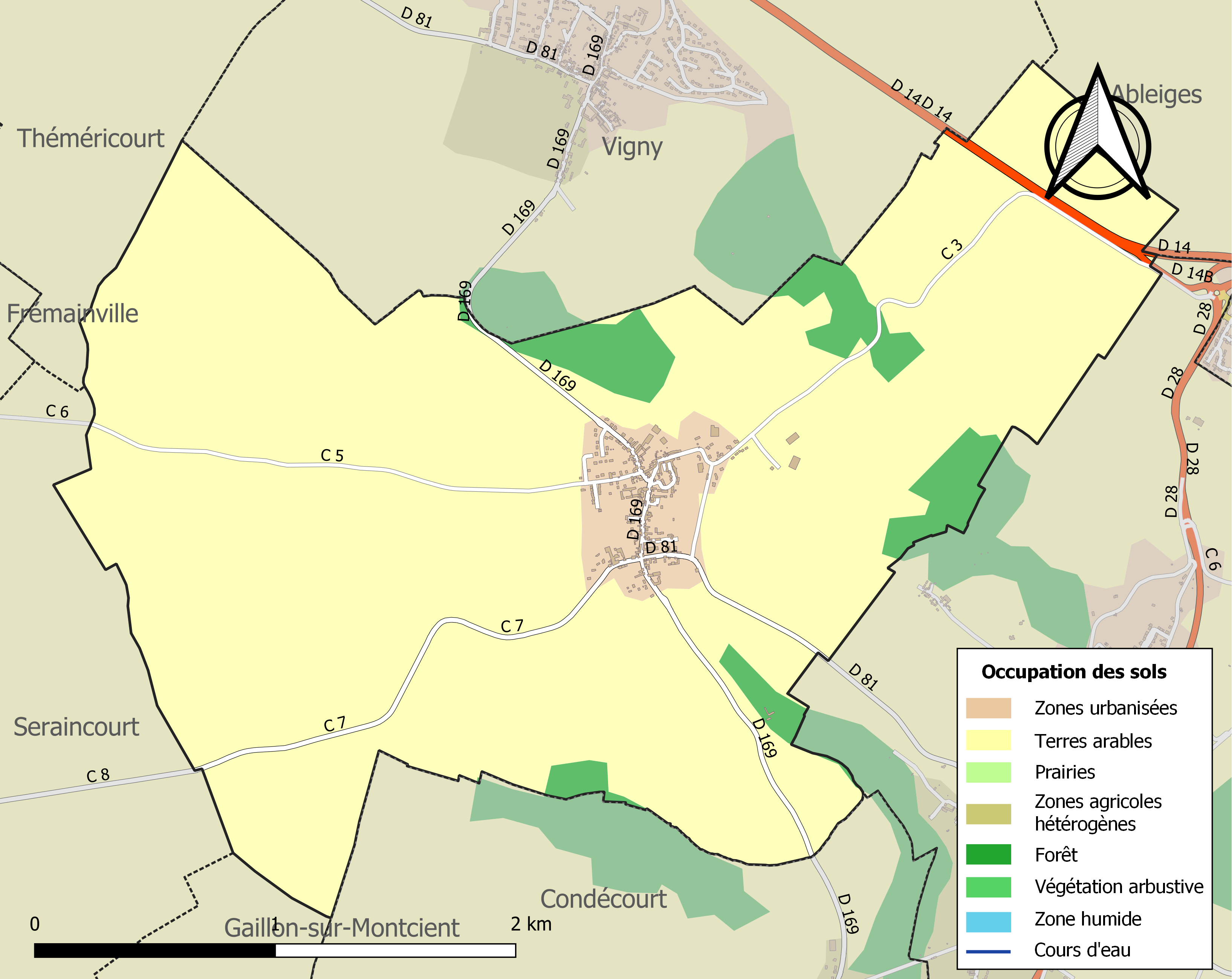
Occupation des sols
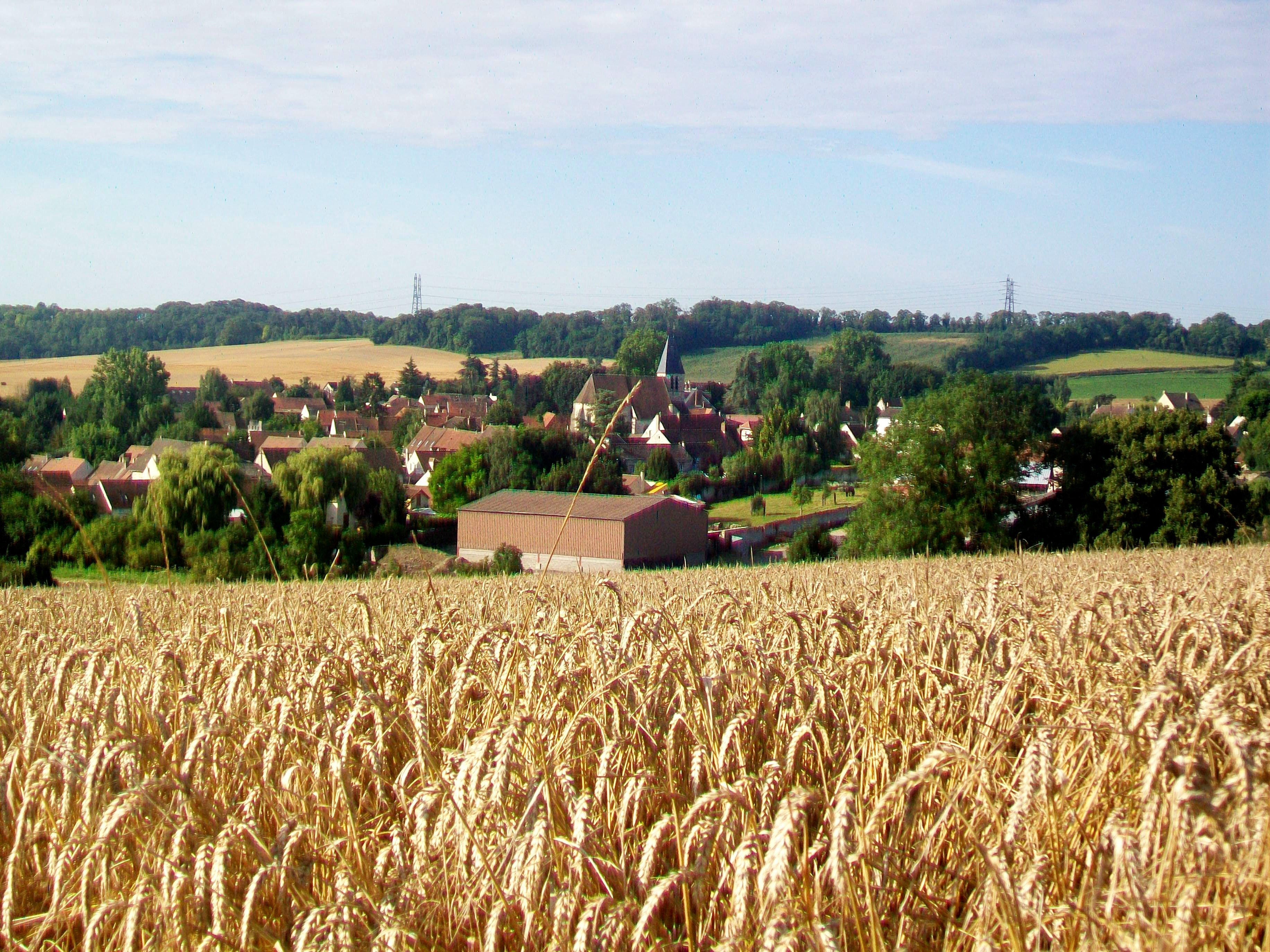
Paysage de la commune, vu depuis le nord-est.

### Hydrographie
Le village est baigné par l'Aubette.

### Climat
Pour des articles plus généraux, voir Climat de l'Île-de-France et Climat du Val-d'Oise.
En 2010, le climat de la commune est de type climat océanique dégradé des plaines du Centre et du Nord, selon une étude du CNRS s'appuyant sur une série de données couvrant la période 1971-2000. En 2020, Météo-France publie une typologie des climats de la France métropolitaine dans laquelle la commune est exposée à un climat océanique et est dans la région climatique  Sud-ouest du bassin Parisien, caractérisée par une faible pluviométrie, notamment au printemps (120 à 150 mm) et un hiver froid (3,5 °C). 
Pour la période 1971-2000, la température annuelle moyenne est de 11,1 °C, avec une amplitude thermique annuelle de 14,6 °C. Le cumul annuel moyen de précipitations est de 678 mm, avec 10,7 jours de précipitations en janvier et 7,6 jours en juillet. Pour la période 1991-2020, la température moyenne annuelle observée sur la station météorologique la plus proche, située sur la commune de Boissy-l'Aillerie à 7 km à vol d'oiseau, est de 11,2 °C et le cumul annuel moyen de précipitations est de 635,8 mm,. Pour l'avenir, les paramètres climatiques de la commune estimés pour 2050 selon différents scénarios d'émission de gaz à effet de serre sont consultables sur un site dédié publié par Météo-France en novembre 2022.

## Urbanisme

### Typologie
Au 1er janvier 2024, Longuesse est catégorisée bourg rural, selon la nouvelle grille communale de densité à sept niveaux définie par l'Insee en 2022.
Elle est située hors unité urbaine. Par ailleurs la commune fait partie de l'aire d'attraction de Paris, dont elle est une commune de la couronne,. Cette aire regroupe 1 929 communes,.

## Toponymie
Longuessius en  918, Longa Essa au XIe siècle, Longuessium en 1164, déjà attesté sous la forme Longuesse en 1240.
Nommé Longa Essa au début du XIe siècle, le village tirerait son nom de sa forme en S allongé, ou plus probablement de long essart pour décrire une localité toute en longueur.

## Histoire
La mise au jour d'outillages néolithiques au Franc-Val atteste l'occupation ancienne du site. Des vestiges d'habitat gallo-romain ainsi qu'une nécropole mérovingienne ont également été découvertes sur un coteau.
En 918, Charles le Simple fait don de la chapelle et des terres de Longuesse à l'abbaye de Saint-Germain-des-Prés.

## Politique et administration

### Rattachements administratifs et électoraux

#### Rattachements administratifs
Antérieurement à la loi du 10 juillet 1964, la commune faisait partie du département de Seine-et-Oise. La réorganisation de la région parisienne en 1964 fit que la commune appartient désormais au département du Val-d'Oise et à son arrondissement de Pontoise après un transfert administratif effectif au 1er janvier 1968.
Elle faisait partie de 1801 à 1967 du canton de Marines de Seine-et-Oise. Lors de la mise en place du Val-d'Oise, la ville intègre le canton de Vigny. Dans le cadre du redécoupage cantonal de 2014 en France, cette circonscription administrative territoriale a disparu, et le canton n'est plus qu'une circonscription électorale.

#### Rattachements électoraux
Pour les élections départementales, la commune est membre depuis 2014 du canton de Vauréal
Pour l'élection des députés, elle fait partie de la première circonscription du Val-d'Oise.

### Intercommunalité
La commune, initialement membre de la communauté de communes des Trois Vallées du Vexin, est membre, depuis le 1er janvier 2013, de la communauté de communes Vexin centre.
En effet, cette dernière a été constituée le 1er janvier 2013 par la fusion de la communauté de communes des Trois Vallées du Vexin (12 communes), de la communauté de communes Val de Viosne (14 communes) et  de la Communauté de communes du Plateau du Vexin (8 communes), conformément aux prévisions du Schéma départemental de coopération intercommunale du Val-d'Oise approuvé le 11 novembre 2011.

### Liste des maires
| Période                                  | Période                       | Identité         | Étiquette | Qualité                         |
| ---------------------------------------- | ----------------------------- | ---------------- | --------- | ------------------------------- |
| Les données manquantes sont à compléter. |                               |                  |           |                                 |
| mai 1925                                 |                               | F. Duval         |           |                                 |
| Les données manquantes sont à compléter. |                               |                  |           |                                 |
| mars 2001                                | 2008                          | Roger Savary     | DVD       |                                 |
| mars 2008                                | 2014                          | Bernard Lorin    |           |                                 |
| 2014                                     | En cours (au 27 janvier 2021) | Norbert Lalloyer | SE        | Réélu pour le mandat 2020-2026, |

## Population et société

### Démographie
L'évolution du nombre d'habitants est connue à travers les recensements de la population effectués dans la commune depuis 1793. Pour les communes de moins de 10 000 habitants, une enquête de recensement portant sur toute la population est réalisée tous les cinq ans, les populations de référence des années intermédiaires étant quant à elles estimées par interpolation ou extrapolation. Pour la commune, le premier recensement exhaustif entrant dans le cadre du nouveau dispositif a été réalisé en 2006.

En 2022, la commune comptait 505 habitants, en évolution de −5,78 % par rapport à 2016 (Val-d'Oise : +4 %, France hors Mayotte : +2,11 %).
| 1793 | 1800 | 1806 | 1821 | 1831 | 1836 | 1841 | 1846 | 1851 |
| ---- | ---- | ---- | ---- | ---- | ---- | ---- | ---- | ---- |
| 249  | 228  | 237  | 234  | 234  | 242  | 234  | 240  | 235  |

| 1856 | 1861 | 1866 | 1872 | 1876 | 1881 | 1886 | 1891 | 1896 |
| ---- | ---- | ---- | ---- | ---- | ---- | ---- | ---- | ---- |
| 225  | 228  | 214  | 214  | 216  | 218  | 223  | 212  | 213  |

| 1901 | 1906 | 1911 | 1921 | 1926 | 1931 | 1936 | 1946 | 1954 |
| ---- | ---- | ---- | ---- | ---- | ---- | ---- | ---- | ---- |
| 221  | 232  | 231  | 197  | 183  | 206  | 212  | 232  | 189  |

| 1962 | 1968 | 1975 | 1982 | 1990 | 1999 | 2006 | 2011 | 2016 |
| ---- | ---- | ---- | ---- | ---- | ---- | ---- | ---- | ---- |
| 227  | 246  | 304  | 310  | 425  | 511  | 527  | 532  | 536  |

| 2021 | 2022 | - | - | - | - | - | - | - |
| ---- | ---- | - | - | - | - | - | - | - |
| 520  | 505  | - | - | - | - | - | - | - |

### Enseignement
La commune dispose d'une école de deux classes en 2020, dont l'une est menacée par des effectifs jugés insuffisants.

## Économie
- Exploitations agricoles.
- Cabinets médicaux et paramédicaux : un cabinet infirmier, un énergéticien, un hypnothérapeute, un sophrologue et le grand cabinet de la Fontenelle qui propose des soins, accompagnements enfants et adultes mais aussi la réalisation de bilans psychologiques.
- Restaurant "Les randonneurs" ou "Chez Marco".

## Culture locale et patrimoine

### Lieux et monuments
Longuesse compte deux monuments historiques sur son territoire :
- Église Saint-Gildard, Grande-Rue (classé monument historique en  1910[27]) : 
ce fut, sous l'Ancien Régime, l'une des nombreuses possessions de l'abbaye de Saint-Germain-des-Prés. Sa construction remonte à la fin du XIIe siècle, en ce qui concerne le chœur et la croisée du transept, qui sont de style gothique et de dimensions considérables pour un petit village. L'architecture de ces travées est soignée, et d'une sobriété raffinée. 
L'église Saint-Gildard était conçue pour devenir l'une des plus prestigieuses églises du Vexin français. Seulement, l'édifice ne fut jamais achevé, et sans doute aussi privé des deux croisillons du transept pendant la guerre de Cent Ans. Ils sont remplacés par des chapelles à la période flamboyante et à la Renaissance, au cours des années 1520 / 1530 et à partir du milieu du XVIe siècle. 
Le clocher date de la même époque, et est d'une telle simplicité qu'il apparaît comme une construction provisoire. La base du clocher occupe une moitié de la seule travée de la nef qui fut construite, ou reconstruite. De cette façon, l'église Saint-Gildard ne possède pas de façade occidentale[28].
Des vitraux modernes réalisés par le peintre Jean-Paul Agosti sont installés en 2019 pour remplacer des verrières de verer blanc[29].

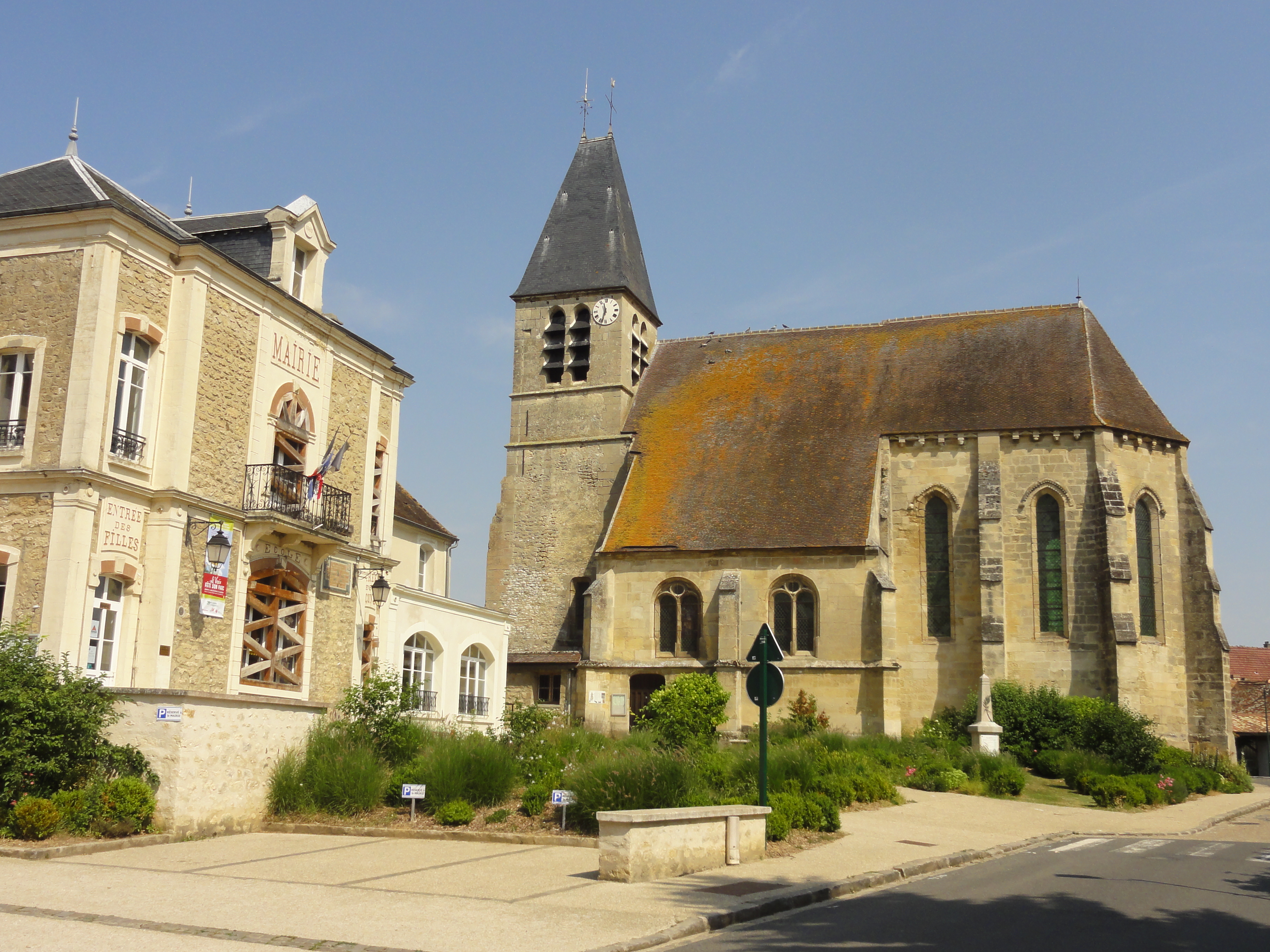
La mairuie et l'église.
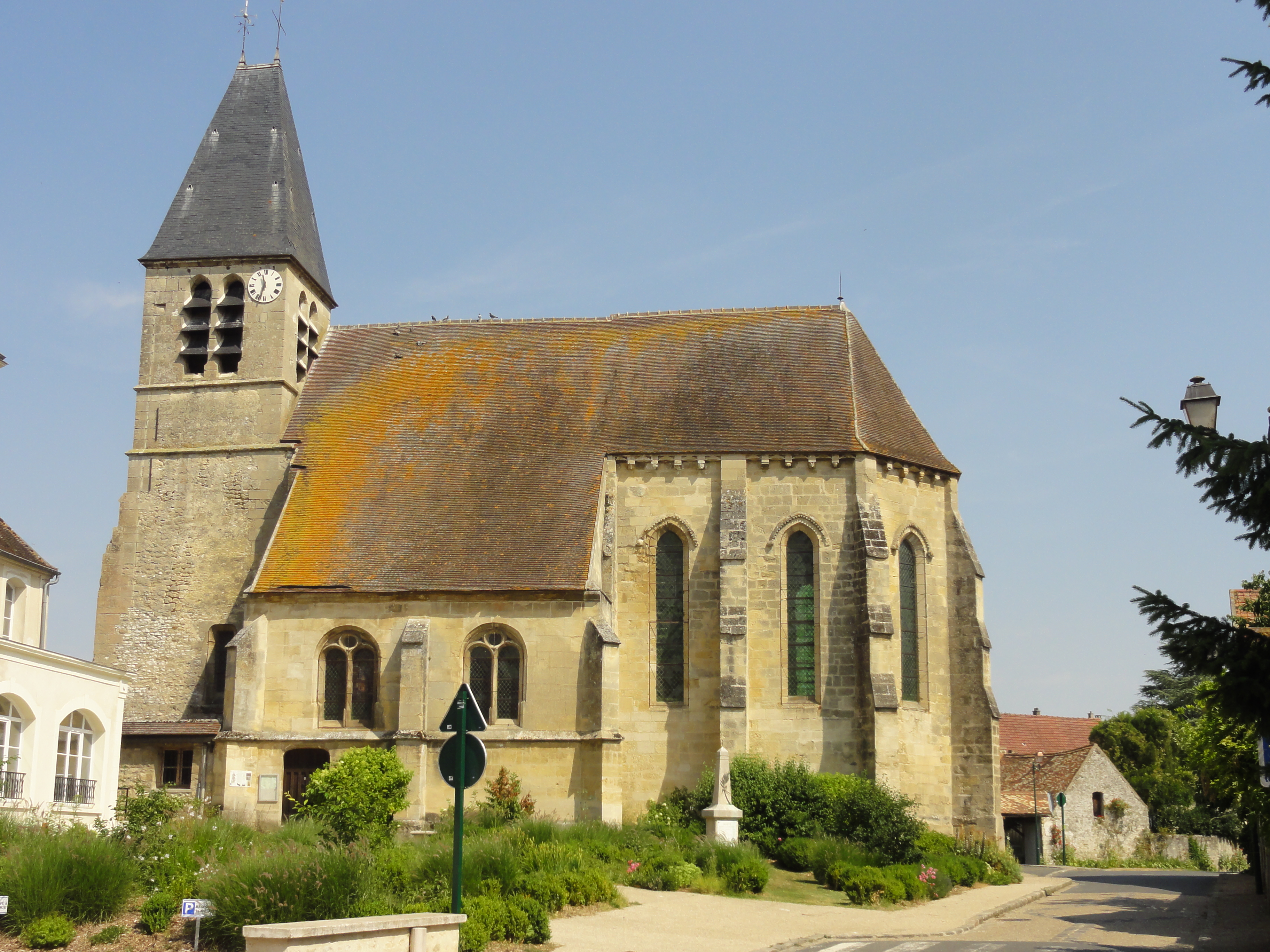
Église Saint-Gildard.
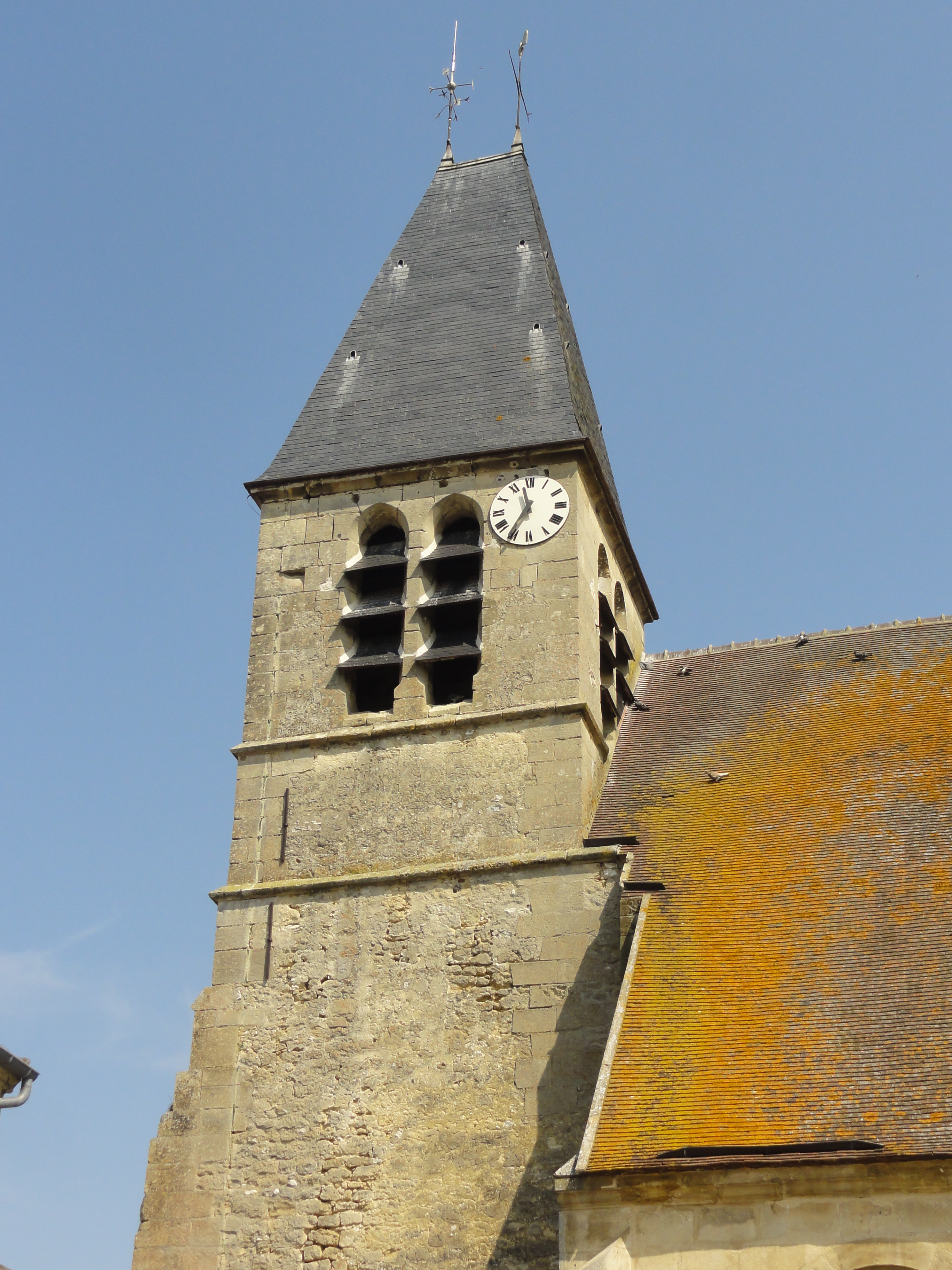
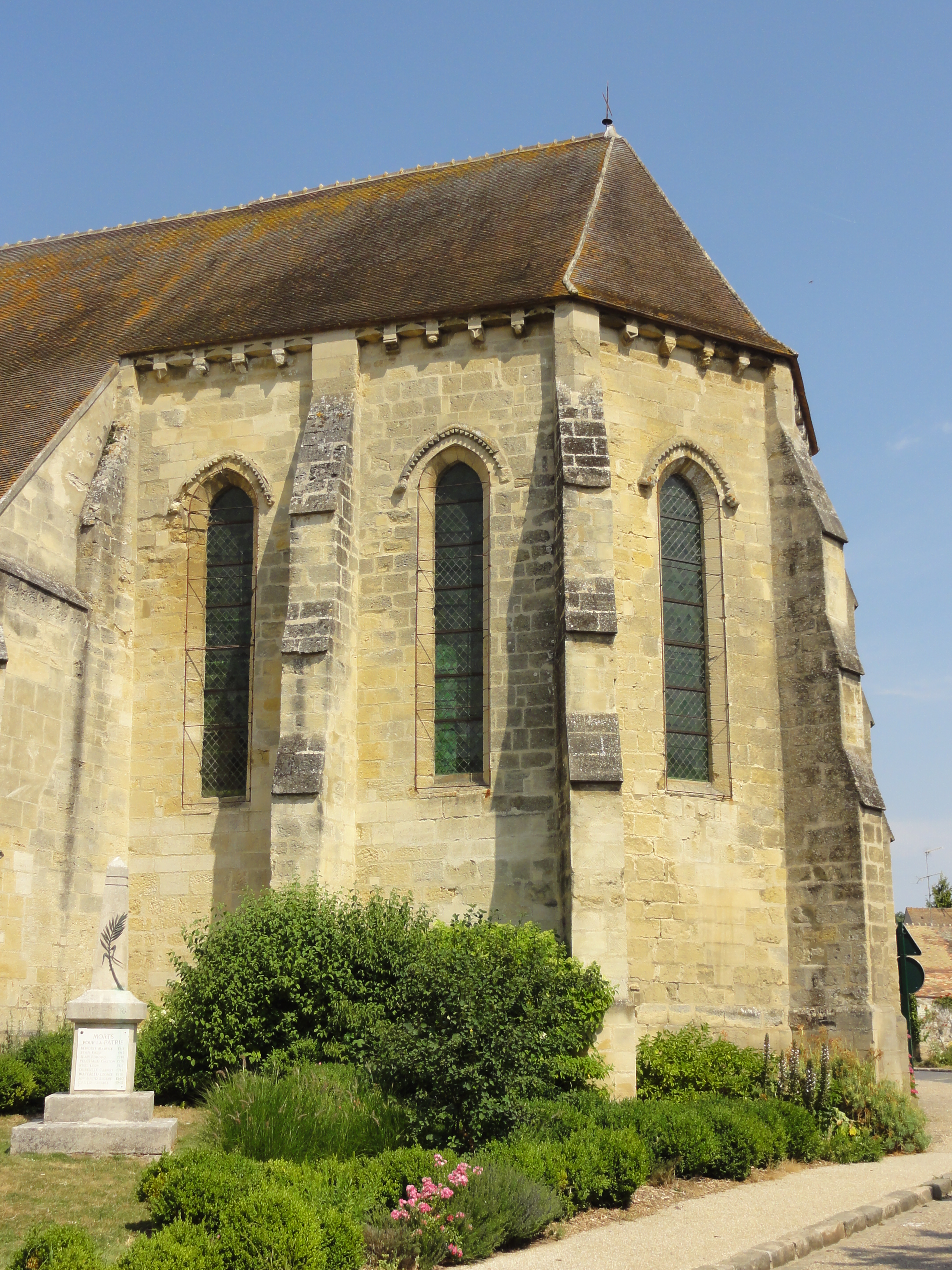
L'abside
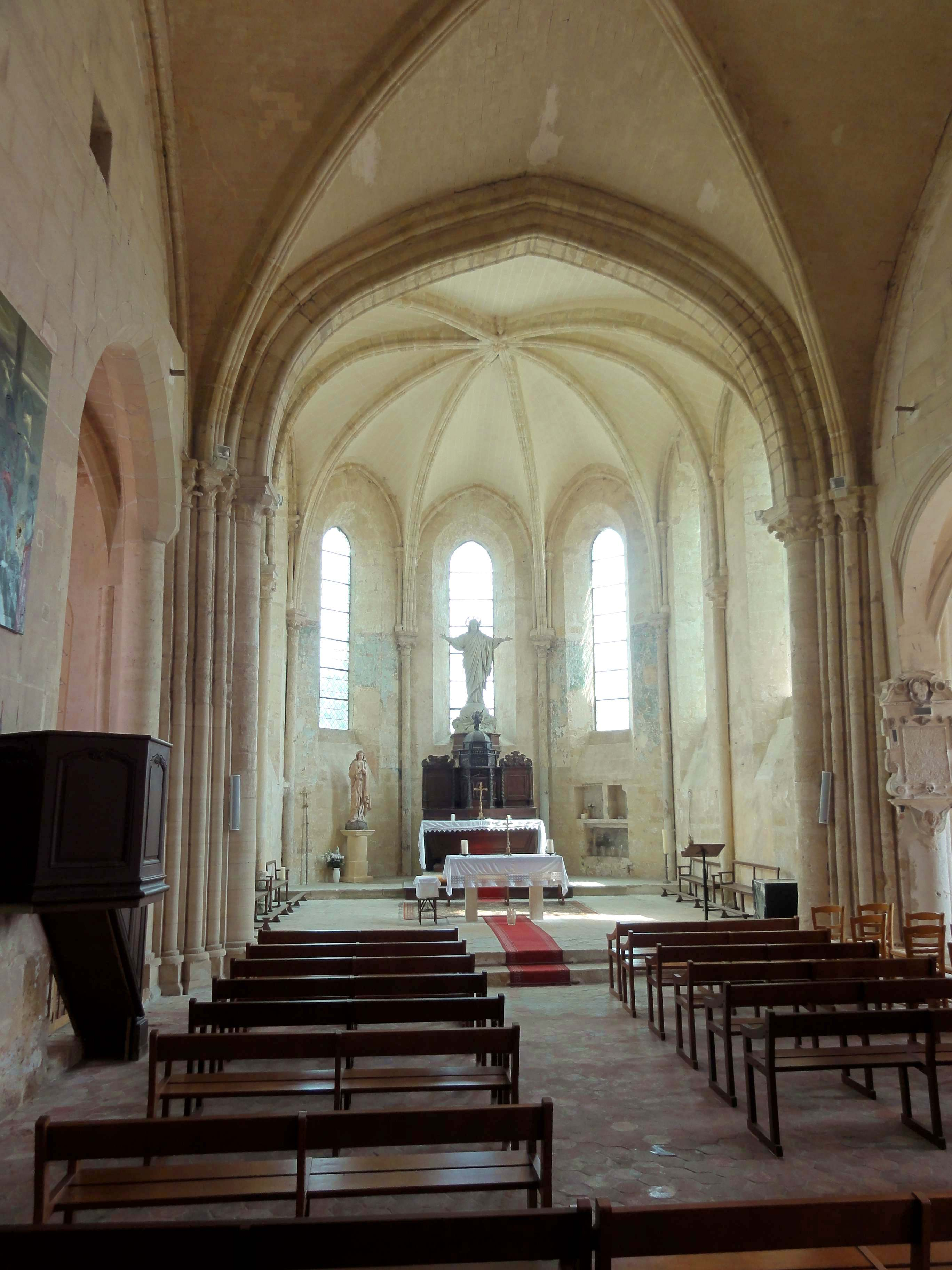

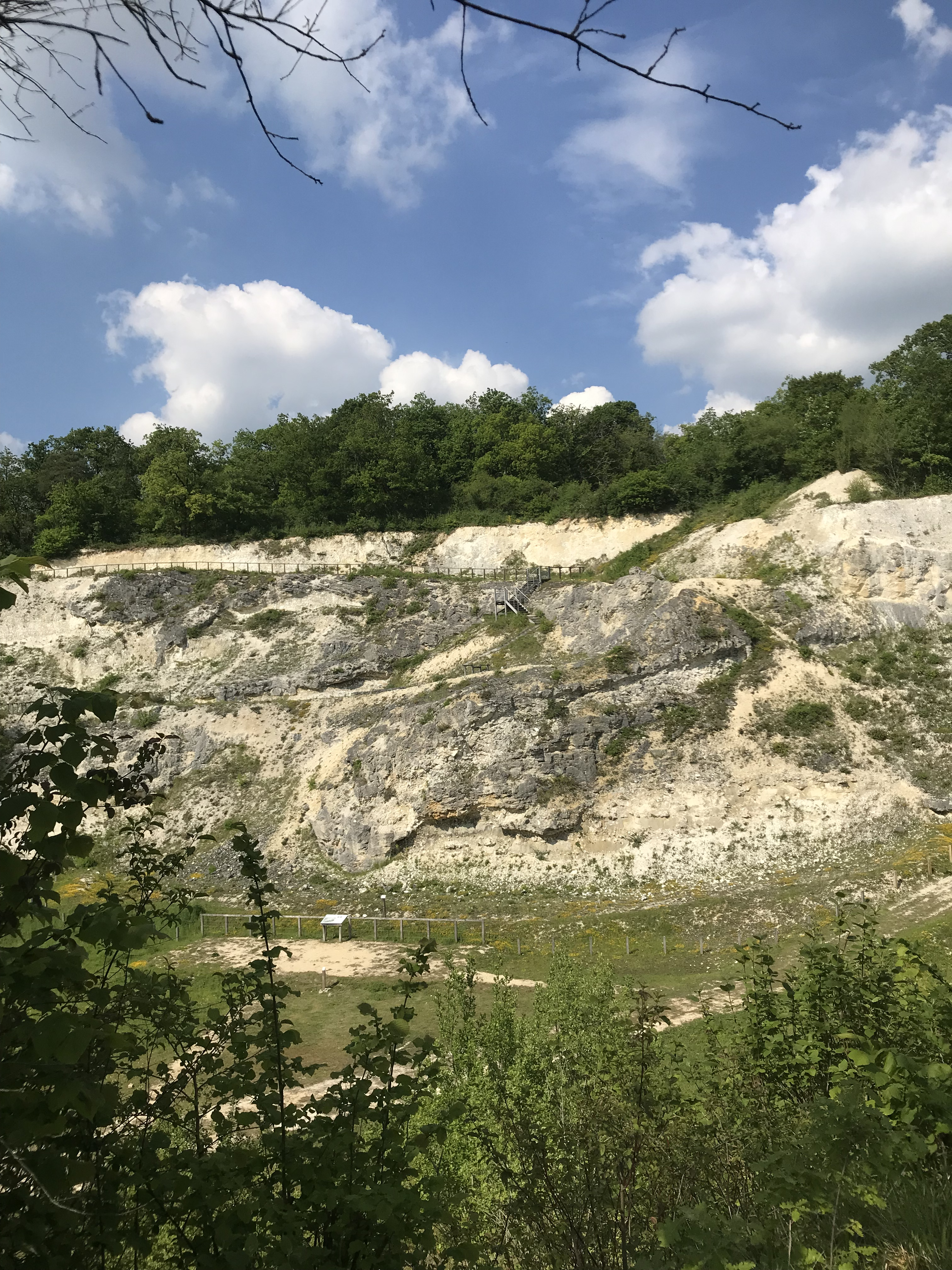
La carrière de Vigny, réserve naturelle régionale de Vigny-Longuesse.

- Soubassement de la croix de cimetière du XVIe siècle (inscrit monument historique en  1937[30])

On peut également signaler :
- Croix pattée dite croix d'Orléans, au lieu-dit La Halotière, près de la limite ouest de la commune avec Seraincourt, sur la chaussée Brunehaut (sentier de petite randonnée) : 
cette croix date du XIIe siècle et possède des branches particulièrement courtes. L'évasement de la branche supérieure est plus important que celui des branches de gauche et de droite[31].
- Croix de chemin en pierre dite la Croix-Rouge, à l'est du village sur la voie communale no 5 pour Frémainville : la croix proprement dite n'est pas antérieure au XVIIIe siècle, mais le socle remonte au XIIe ou XIIIe siècle[31].
- Lavoir couvert sur l'Aubette, rue du Moulin : Abri construit en moellons de calcaire avec un toit en appentis couvert de tuiles, en contrebas d'un pont.
- Lavoir couvert sur l'Aubette, rue de l'Aubette : ce lavoir se situe également en contrebas d'un pont. La plate-forme destinée aux lavandières est protégée par un abri fait de deux murs et d'un toit en appentis ; côté rue, le pont sert de mur latéral au lavoir. L'accès se fait par un escalier, à l'arrière.
- Réserve naturelle régionale du Site géologique de Vigny-Longuesse
- Longuesse est traversée par deux sentiers de randonnée : le GR1 et un PR.
- Étang de pêche.

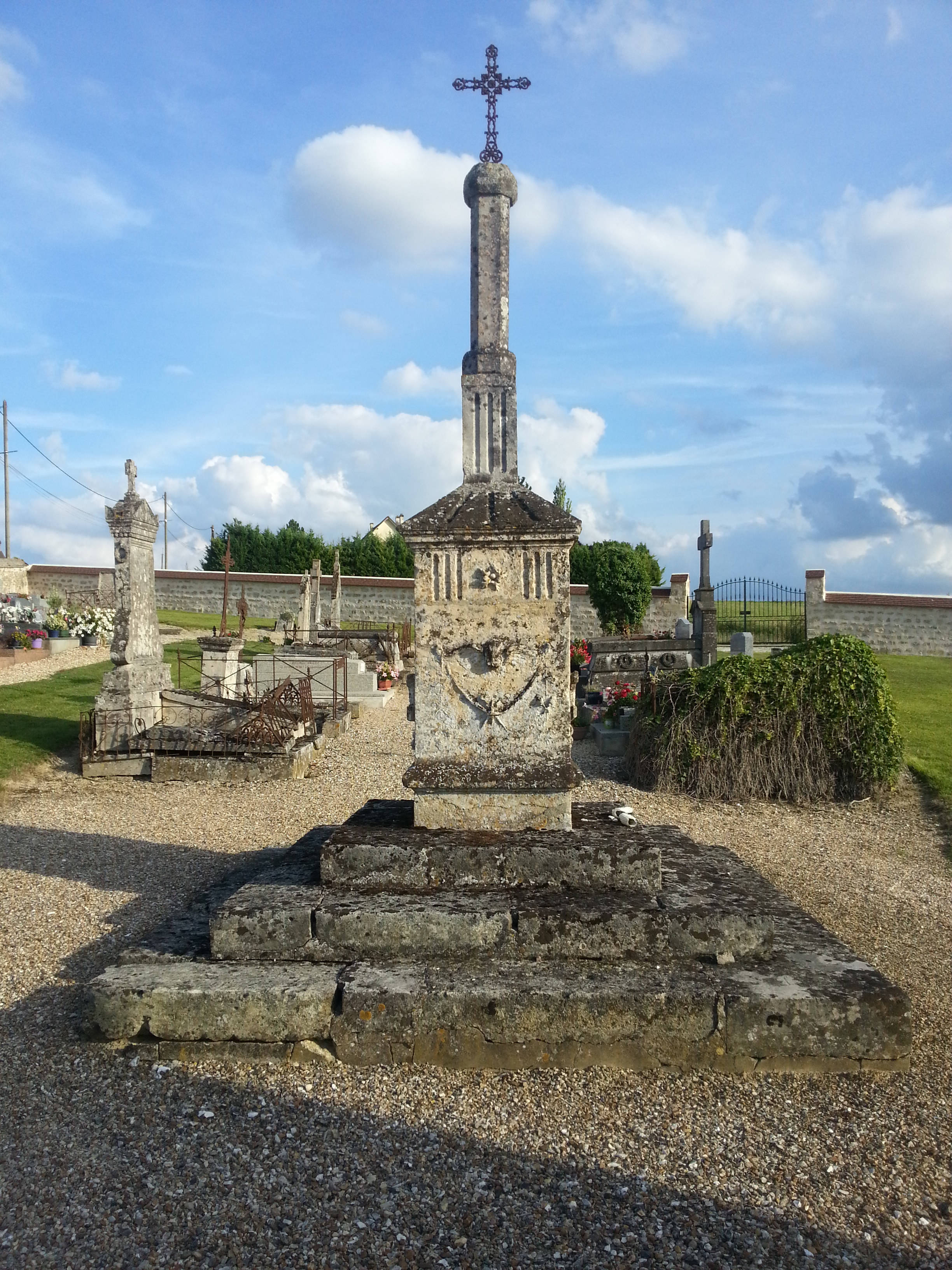
Croix de cimetière.
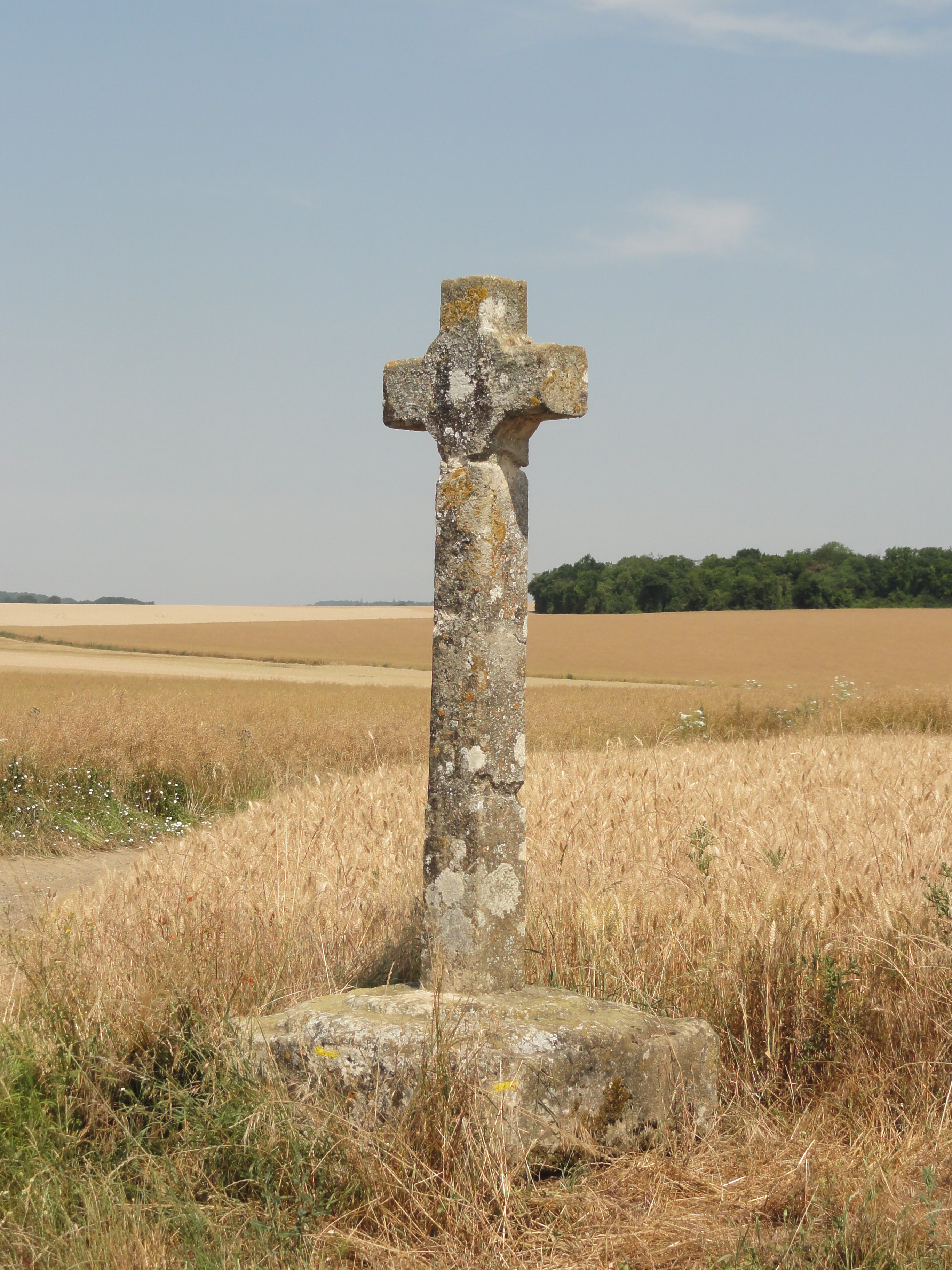
La croix rouge
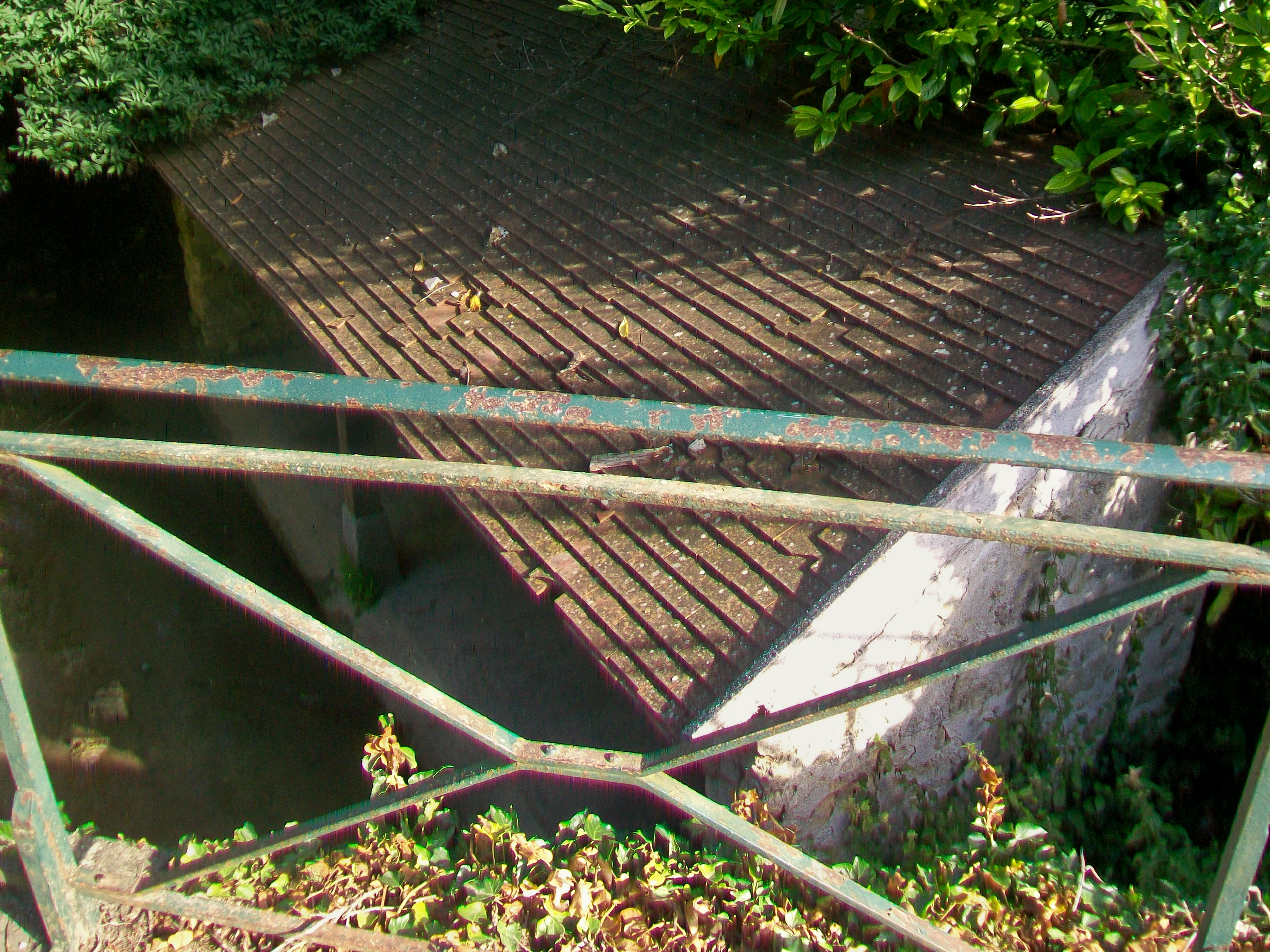
Lavoir, rue du Moulin.
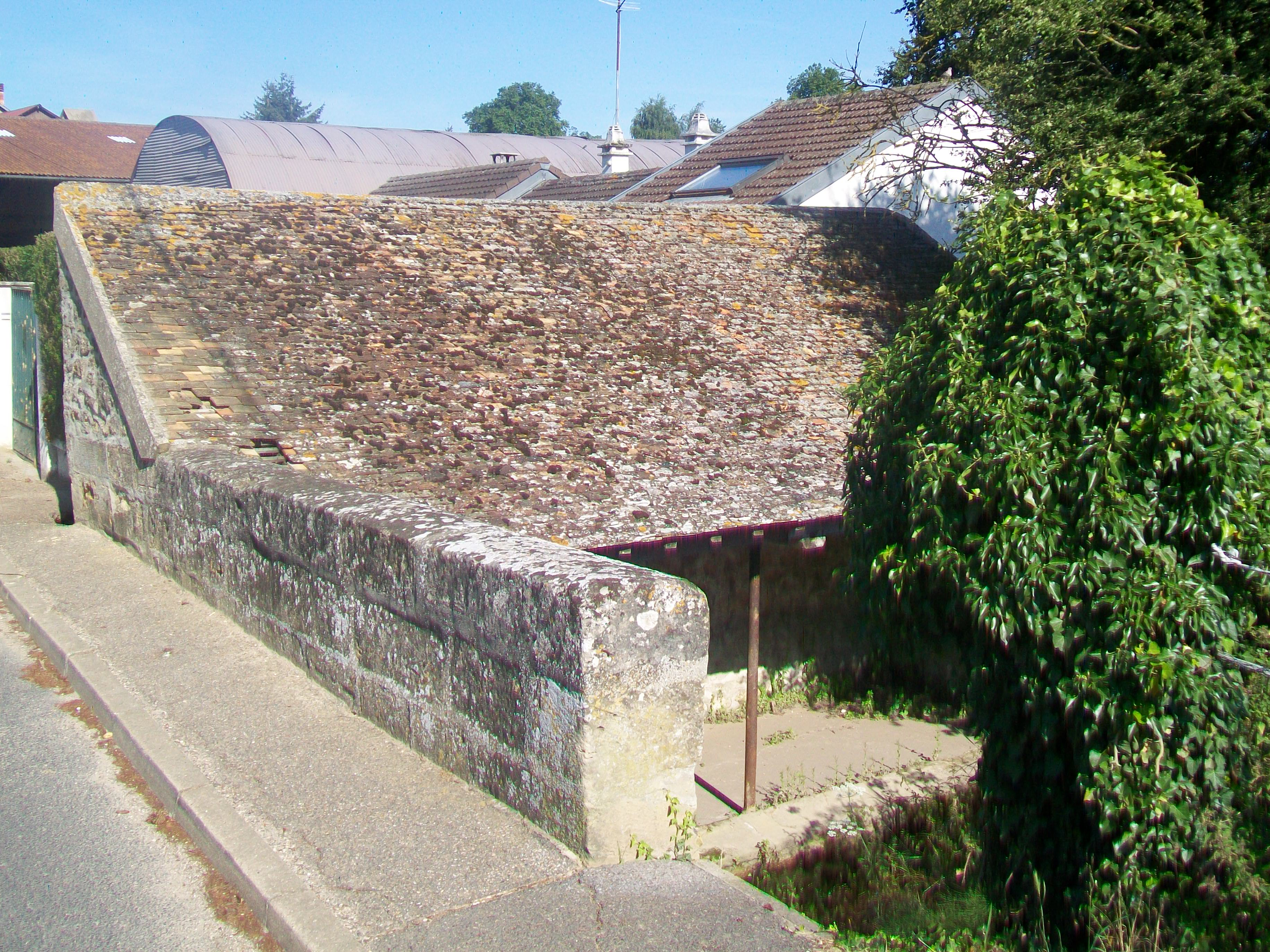
Lavoir, rue de l'Aubette.
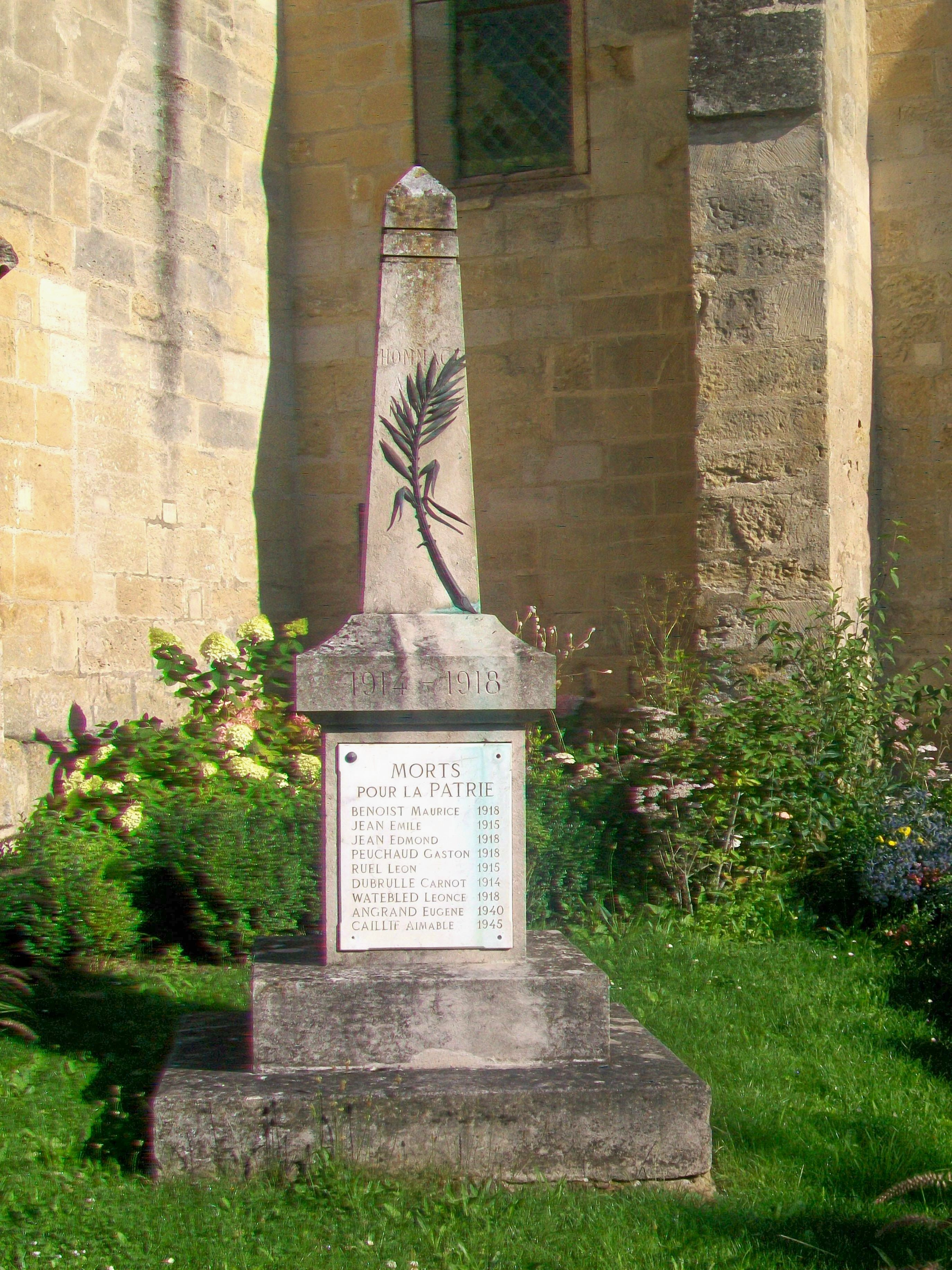
Monument aux morts.
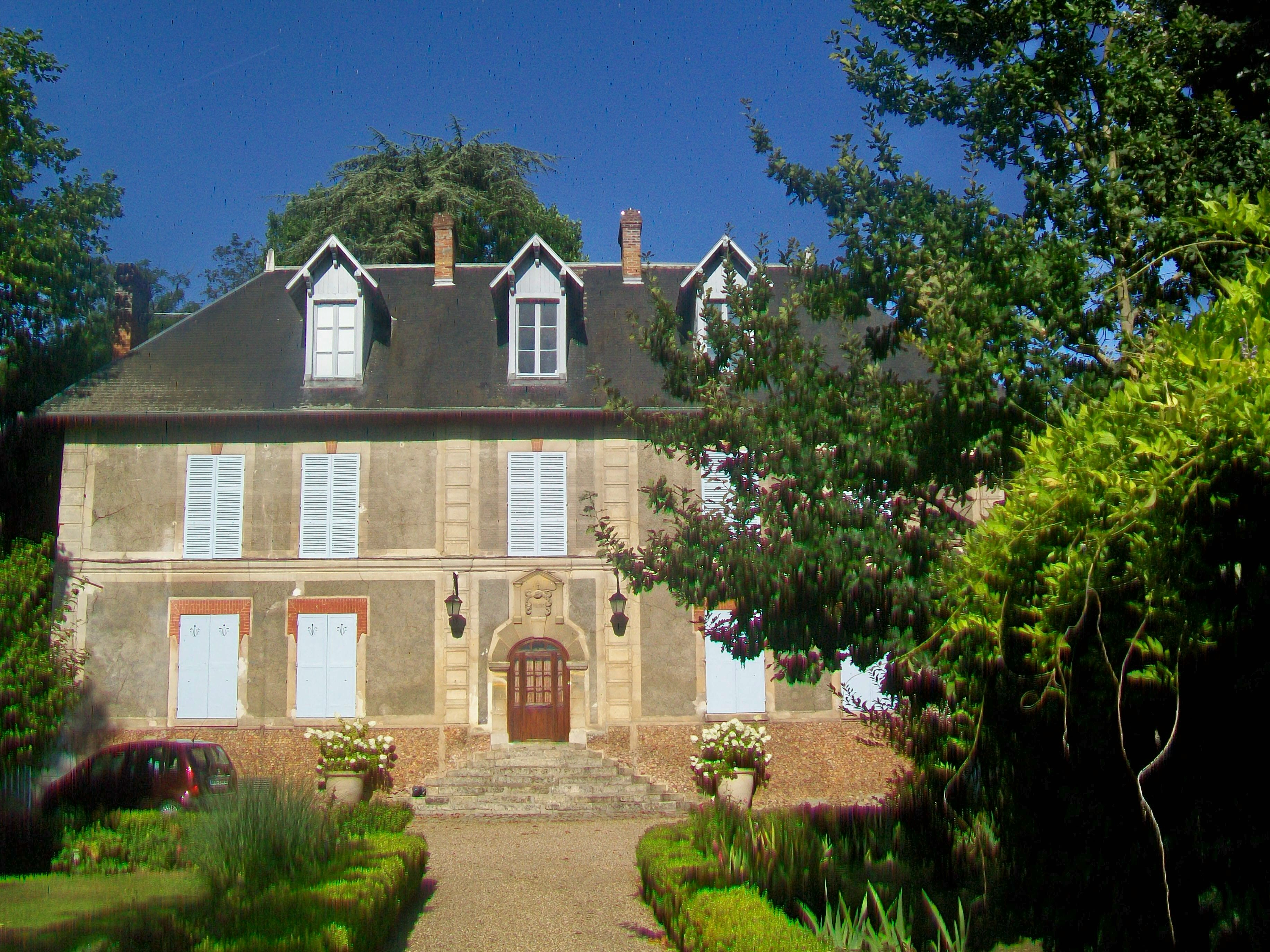
Manoir, Grande rue.

### Héraldique
| Blason de Longuesse | Blason  | D'azur à six fleurs de lys d'argent ; au chef cousu de gueules chargé de six besants d'or rangés en fasce. |
| Blason de Longuesse | Détails | Le statut officiel du blason reste à déterminer.                                                           |